# Miss Marple nei Caraibi
Miss Marple nei Caraibi (titolo originale A Caribbean Mystery) è un romanzo giallo scritto da Agatha Christie nel 1964, ristampato nel 1965 nella collana Il Giallo Mondadori con il numero 878. La protagonista è l'investigatrice dilettante Miss Marple. Alcuni personaggi e luoghi di questo libro sono spesso citati nel romanzo Miss Marple: Nemesi sempre della Christie.

## Trama
Miss Marple, la celebre investigatrice dilettante, è in vacanza al Golden Palm Tree Hotel, in un'isola dei Caraibi, tenuto da una coppia di coniugi, Tim e Molly Kendal. Fra gli ospiti i coniugi Hillingdon e i coniugi Dyson, coinvolti in una storia di tradimenti coniugali, il canonico Prescott e sua sorella, il vecchio miliardario Rafiel, la sua segretaria Esther Walters e il suo tuttofare Jackson, e il maggiore Palgrave, vecchio, solo e loquace ex militare che un giorno, parlando con Miss Marple, le chiede se vuole vedere la foto di un assassino, ospite dell'albergo.
Il giorno dopo verrà trovato morto nel suo letto, apparentemente per cause naturali. Ma Miss Marple non ci crede e, fiutando un delitto, inizia ad indagare. 
Comincia così il consueto fuoco di fila di chiacchierate, spiate e investigazioni dell'arzilla vecchietta, scoprendo che la signora Dyson ha una relazione col signor Hillingdon, il che potrebbe essere un movente per il delitto. Questo causa profondo astio tra le due donne, mentre Molly Kendal, un giorno, rivela di sentirsi spiata da una presenza oscura.
Qualche tempo dopo Victoria Johnson, una delle cameriere dell'albergo, viene brutalmente pugnalata, forse perché sapeva troppo, e si vocifera che Molly Kendal sia stata vista camminare in giro con un pugnale. Ma, ad ogni modo, nessuno degli ospiti ha un alibi per il delitto. 
Miss Marple, che nel frattempo brancola ancora nel buio, trova come alleato il burbero signor Rafiel, che la critica per la sua insicurezza, ma accetta.
Grazie al canonico Prescott, Miss Marple scopre di una tara mentale presente nella famiglia Kendal, e di una cotta che la stessa, in gioventù, prese per un tipo poco raccomandabile, che sposò senza il beneplacito del clero. Oltretutto, si scopre che la prima moglie di Dyson è morta di malattia in circostanze misteriose. 
Un giorno, passando per caso, Miss Marple scopre Jackson, il tuttofare di Rafiel, che penetra nel bungalow del suo datore di lavoro, e vi fruga dentro. 
Una notte, Molly Kendal viene trovata mezza morta nel proprio letto, a causa di un'overdose di pillole. Si sospetta il tentato suicidio.
Qualche giorno dopo, parlando con Jackson, Miss Marple scopre che il giovane ha in precedenza, per qualche tempo, lavorato in un'industria farmaceutica, e nota in lui un comportamento strano: si interessa infatti, improvvisamente, di cosmesi, e più precisamente dei trucchi di Molly Kendal. Si rende conto che le sfugge qualcosa per scoprire la verità, ma non sa cosa. 
L'ultimo giorno di vacanza, Molly viene ritrovata morta, annegata: ma poi si scopre che il corpo non è della donna, ma di Lucky Dyson. 
A questo punto Miss Marple interviene: rivela a Rafiel che l'assassino è Tim Kendal, un pluriuxoricida che da tempo intratteneva una relazione con Esther Walters, segretaria di Rafiel. Ha ucciso il maggiore perché aveva scoperto i suoi precedenti delitti, e la cameriera perché aveva visto le pillole con cui questi era stato avvelenato nel suo bungalow: e stava anche per uccidere la sua attuale moglie, Molly, per sposare la Walters, che, alla morte di Rafiel, avrebbe ricevuto in eredità un ricco lascito. L'uomo aveva aggiunto a una crema di bellezza della moglie della belladonna, per causarle turbamenti psichici. Miss Marple persuade Rafiel a fornirle l'aiuto di Jackson per fermare Tim prima che questi completi il piano mettendo in scena il finto suicidio della moglie. L'assassino viene catturato e arrestato e Miss Marple, nella benevolenza generale, fa ritorno a casa.

## Personaggi
- Miss Jane Marple - anziana e perspicace zitella, investigatrice dilettante;
- Tim e Molly Kendal - proprietari del Golden Palm Tree Hotel: lui, "un ragazzo lungo e bruno sui trentacinque", lei, "una bella biondina poco più che ventenne";
- Palgrave - maggiore in pensione;
- Edward e Evelyn Hillingdon - ornitologi dilettanti;
- Gregory e Lucky Dyson - botanici dilettanti;
- Jeremy Prescott - canonico;
- Signorina Prescott - sorella del canonico;
- Jason Rafiel - vecchio miliardario, semiparalizzato che se la prende con tutto e tutti;
- Esther Walters -giovane segretaria di Rafiel, vedova;
- Jackson - massaggiatore e uomo tuttofare di Rafiel;
- Dottor Graham - medico di St Honoré;
- Weston - ispettore di polizia di St Honorè

## Estratti dal libro
Miss Marple respirò a fondo: "Signor Rafiel, per favore, abbiate fiducia in me. Dobbiamo impedire che venga commesso un altro delitto".

"Mi sembra di aver capito che il delitto è già stato compiuto".

"Questo assassinio è stato commesso per errore."

## Edizioni
- Agatha Christie, Miss Marple nei Caraibi, traduzione di Rosalba Buccianti, collana Il Giallo Mondadori, Mondadori, 2003,  p. 168, ISBN 88-04-51007-2.
- Agatha Christie, Miss Marple nei Caraibi, collana Il Giallo Mondadori, Mondadori, 1965,  p. 174.

## Adattamenti cinematografici
- Miss Marple nei Caraibi (A Caribbean Mystery), 1983, film televisivo di Robert Michael Lewis con Helen Hayes, Barnard Hughes e Jameson Parker.
- Miss Marple nei Caraibi (Miss Marple: A Caribbean Mystery), 1989, episodio di Christopher Petit con Joan Hickson, Donald Pleasence e Sophie Ward.
- Miss Marple nei Caraibi (A Caribbean Mystery), 2013, episodio di Charlie Palmer con Julia McKenzie, Charity Wakefield e Robert Webb.